# N. P. C. Holsøe

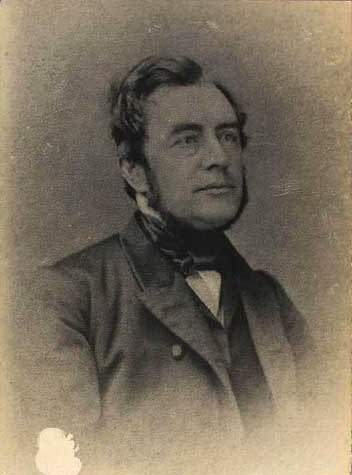
N.P.C. Holsøe

Niels Peder Christian Holsøe (* 27. November 1826 in Øster Egesborg; † 1. Januar 1895 in Kopenhagen) war ein dänischer Architekt.

## Familie
Niels Peder Christian Holsøe war Sohn des Pfarrers Lauritz Christian Holsøe (1789–1862) und Vilhelmine Euphrosyne Margrethe geb. Feddersen (1797–1871).
Er heiratete am 15. Mai 1862 in Frederiksberg Emilie Charlotte Klentz (* 3. August 1833 in Kopenhagen; † 1. November 1905 in Lyngby), Tochter des Bäckermeisters Gotfred Christian Vilhelm Klentz und Ane Cathrine Drastrup. Er war der Vater der Maler Carl und Niels Holsøe und Onkel des Architekten Poul Holsøe.
1849–1850 nahm er am Ersten Schleswig-Holsteinischen Krieg teil. Holsøe ist auf dem Alten Friedhof in Frederiksberg begraben.

## Ausbildung
Holsøe arbeitete zuerst als Maurer. Seine Gesellenprüfung legte er 1846 ab. Bei Gustav Friedrich von Hetsch lernte er im Privatunterricht zu Zeichnen und besucht danach die Königlich Dänische Kunstakademie in Kopenhagen von 1842 bis 1849 und 1851 bis 1852. 1853 schloss er sein Studium ab. Nach dem Studium arbeitete er mit Bernhard Seidelin, für den er als Bauleiter am Rathaus in Helsingør von 1853 bis 1855 beschäftigt war. Seine Bekanntschaft mit Johan Daniel Herholdt und dessen Vorliebe für eine von der italienischen Renaissance geprägten Architektur hinterließ einen bleibenden Eindruck in Holsøes Arbeit.
1859 machte er eine Bildungsreise ins Ausland.

## Beruflich Laufbahn
Ab 1855 war er selbständig und baute unter anderem Postämter. Von 1861 bis 1891 war er Angestellter des Innenministeriums und war für die Danske Statsbaner verantwortlich. In dieser Zeit baute er viele gemauerte Bahnhöfe, vor allem in Jütland und auf Fünen, aber auch auf Seeland. Eine Augenkrankheit zwang ihn 1892 in den Ruhestand.

## Auszeichnungen
- 1847 – kleine Silbermedaille der Königlich Dänischen Kunstakademie
- 1853 – große Silbermedaille der Königlich Dänischen Kunstakademie
- 1869 – Ritter des Dannebrogorden
- 1892 – Dannebrogmann

## Ausstellungen
- 1848 – Frühjahrsausstellung in Charlottenborg
- 1853 – Frühjahrsausstellung in Charlottenborg

## Werke

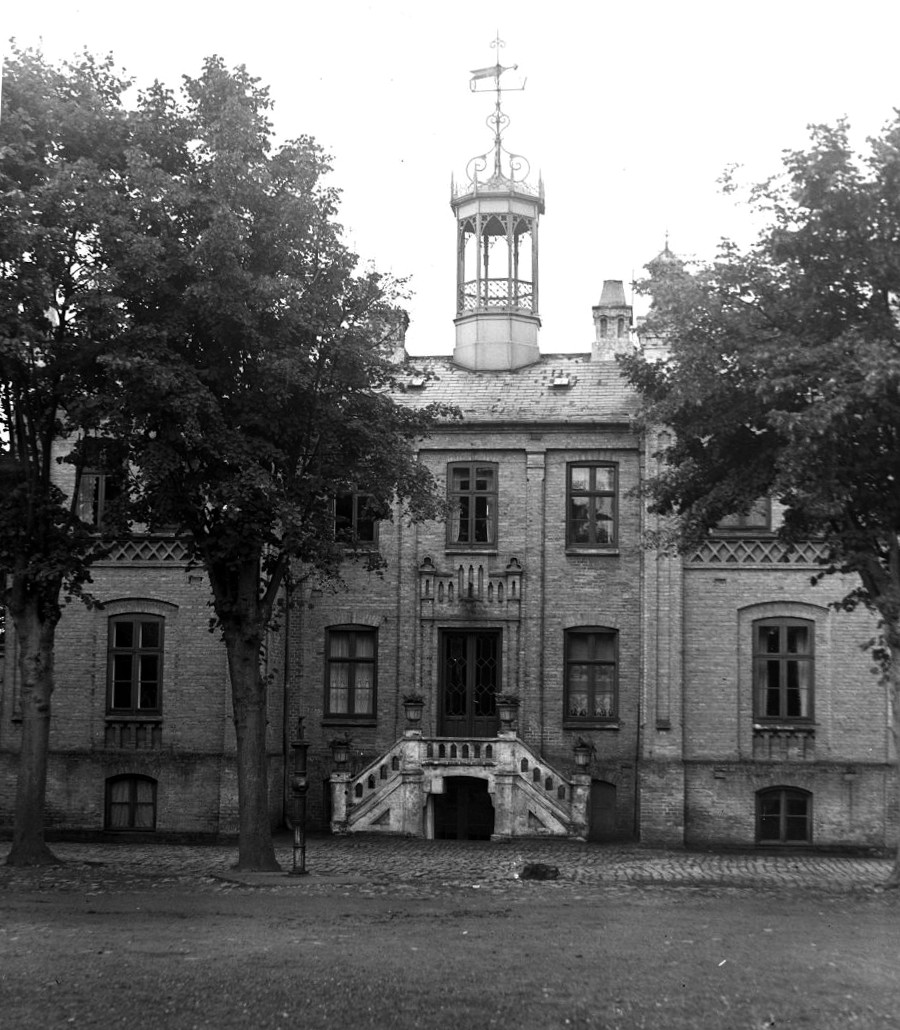
Villa Aldersro in Århus um 1910

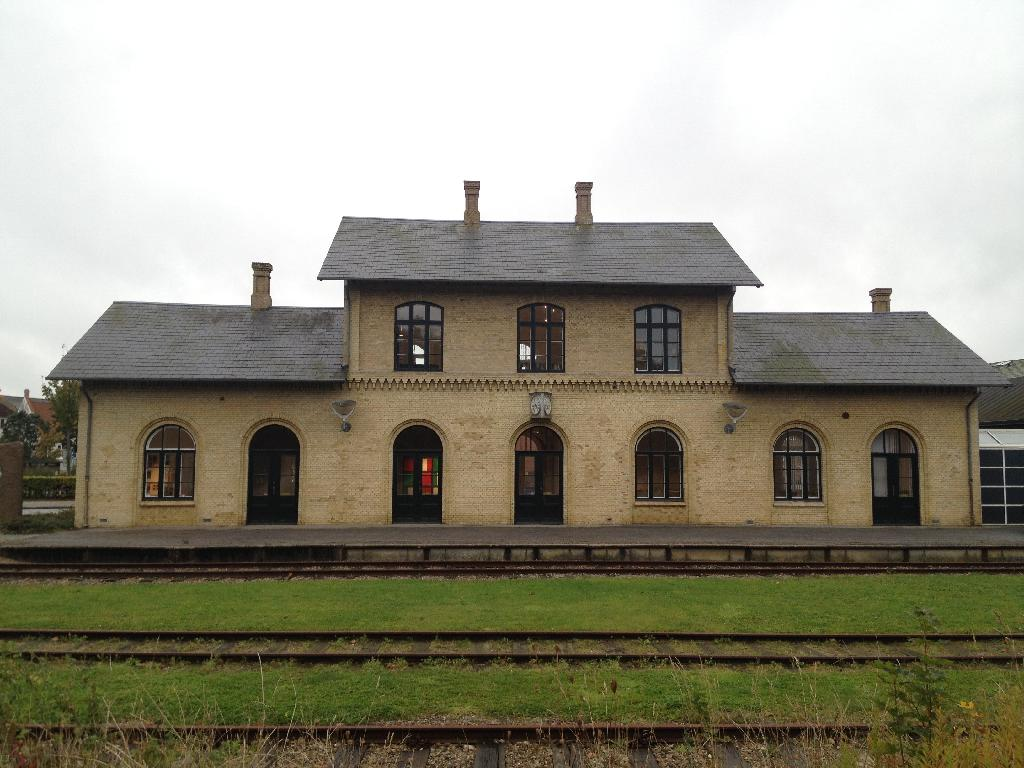
Bahnhof Aabenraa

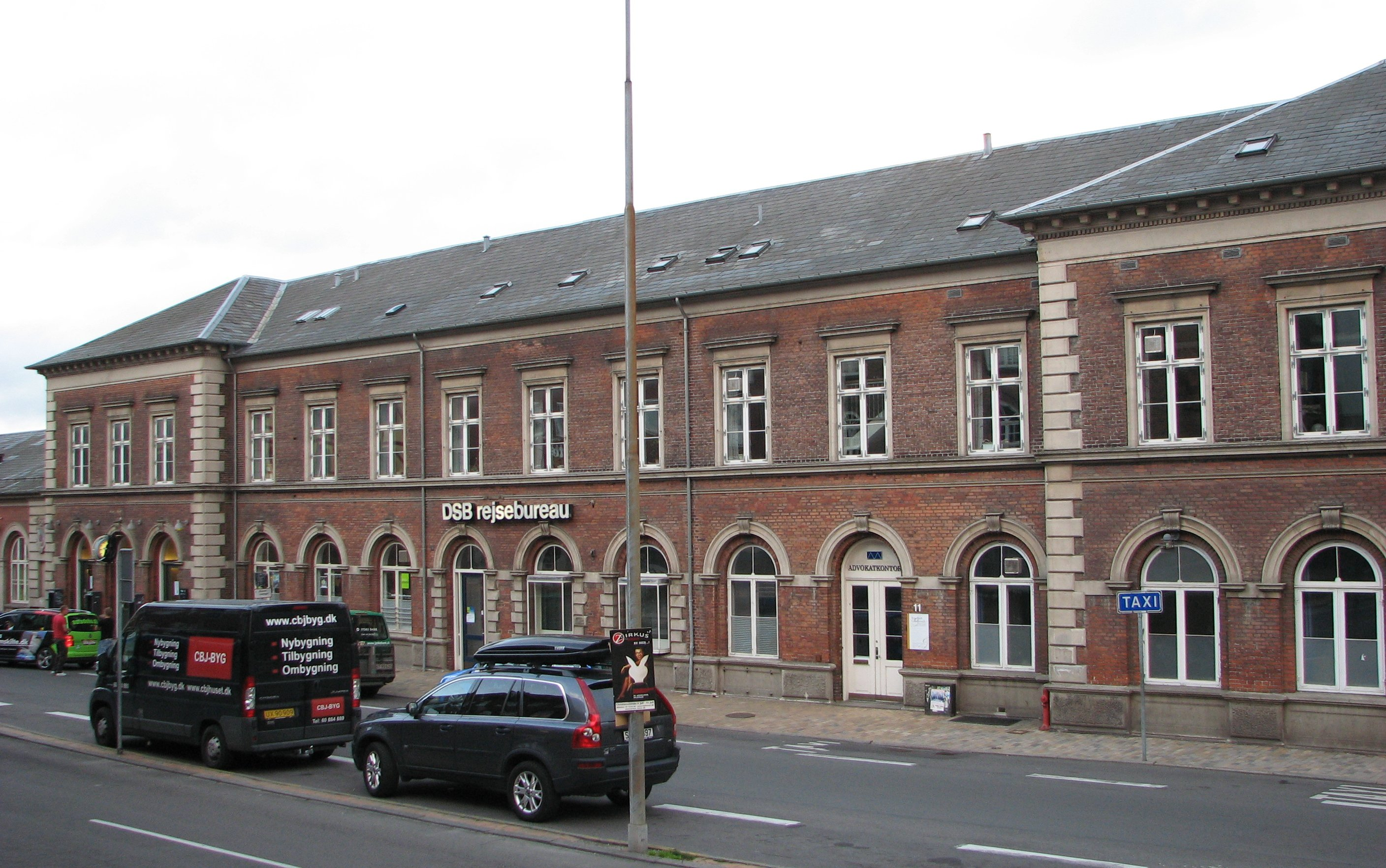
Bahnhof Svendborg

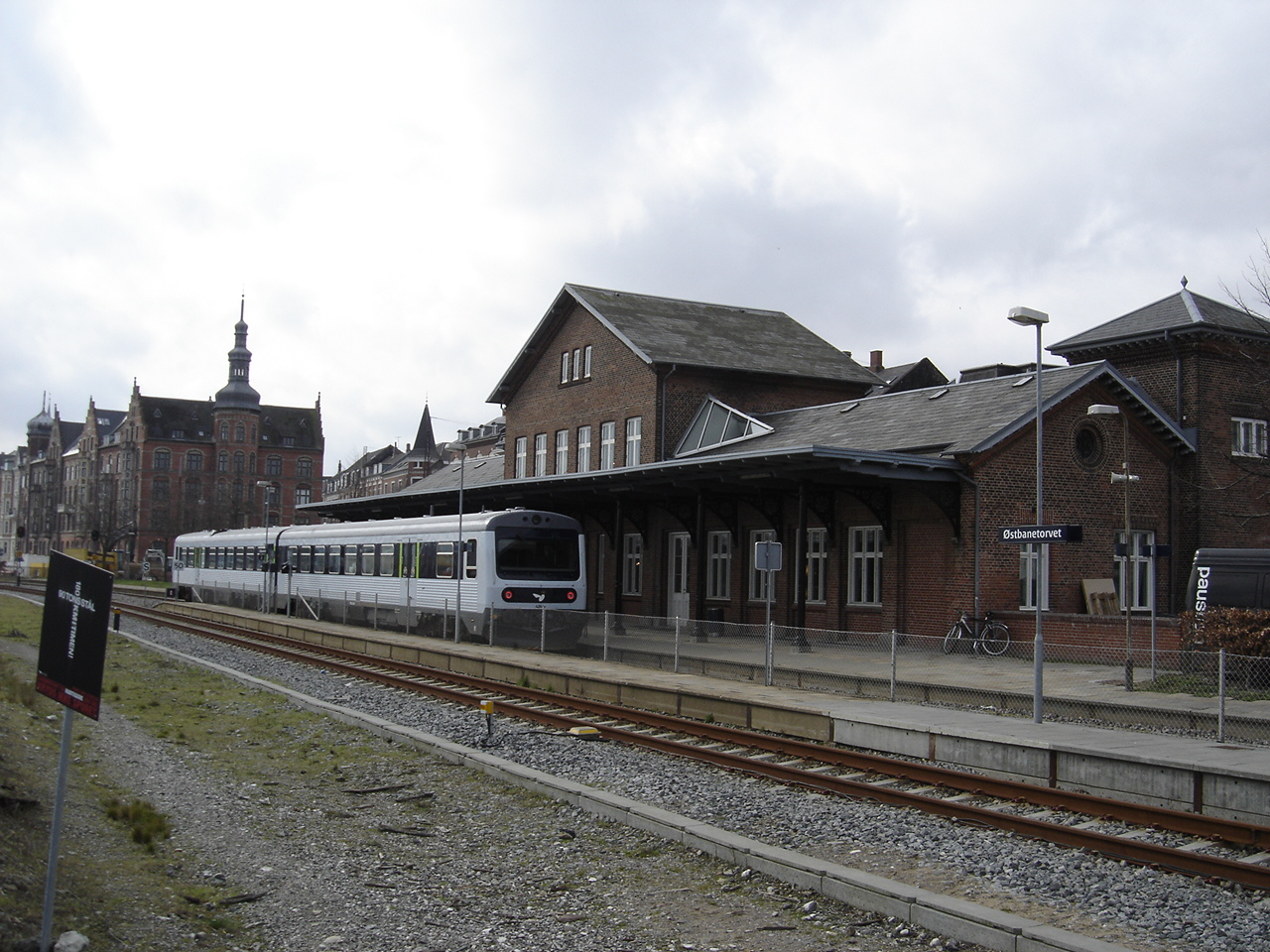
Aarhus Ostbahnhof

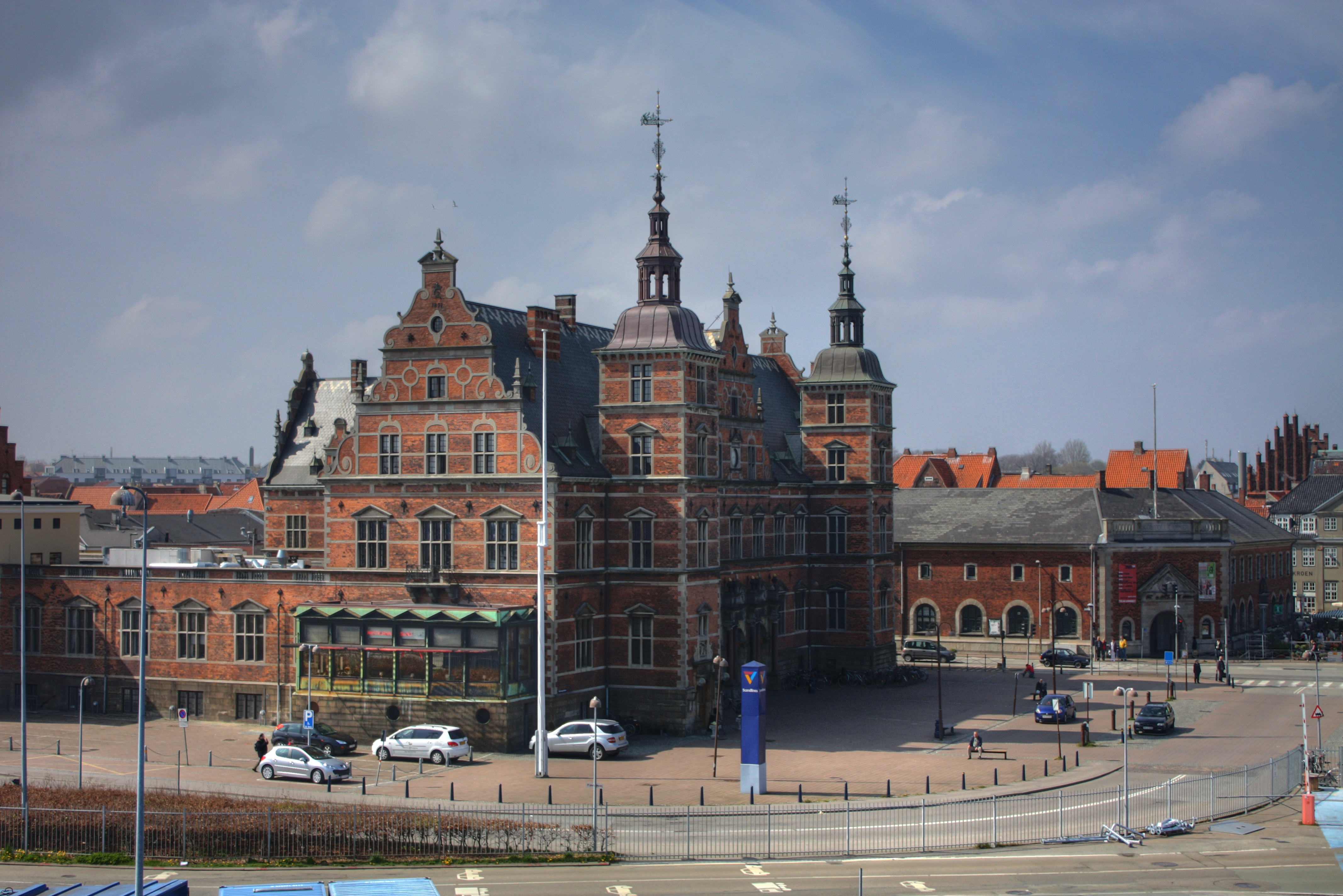
Bahnhof Helsingør

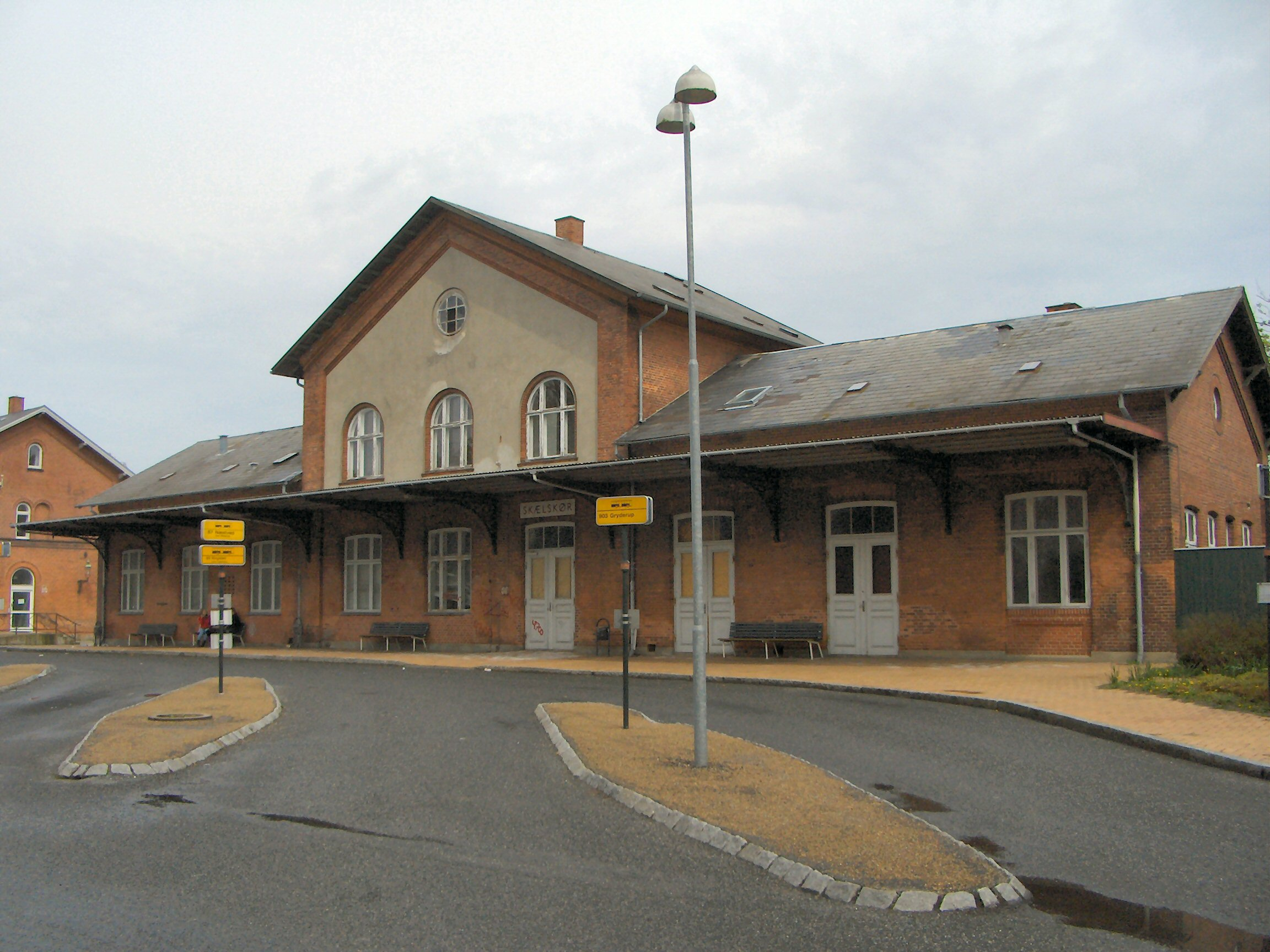
Bahnhof Skælskør (stillgelegt)

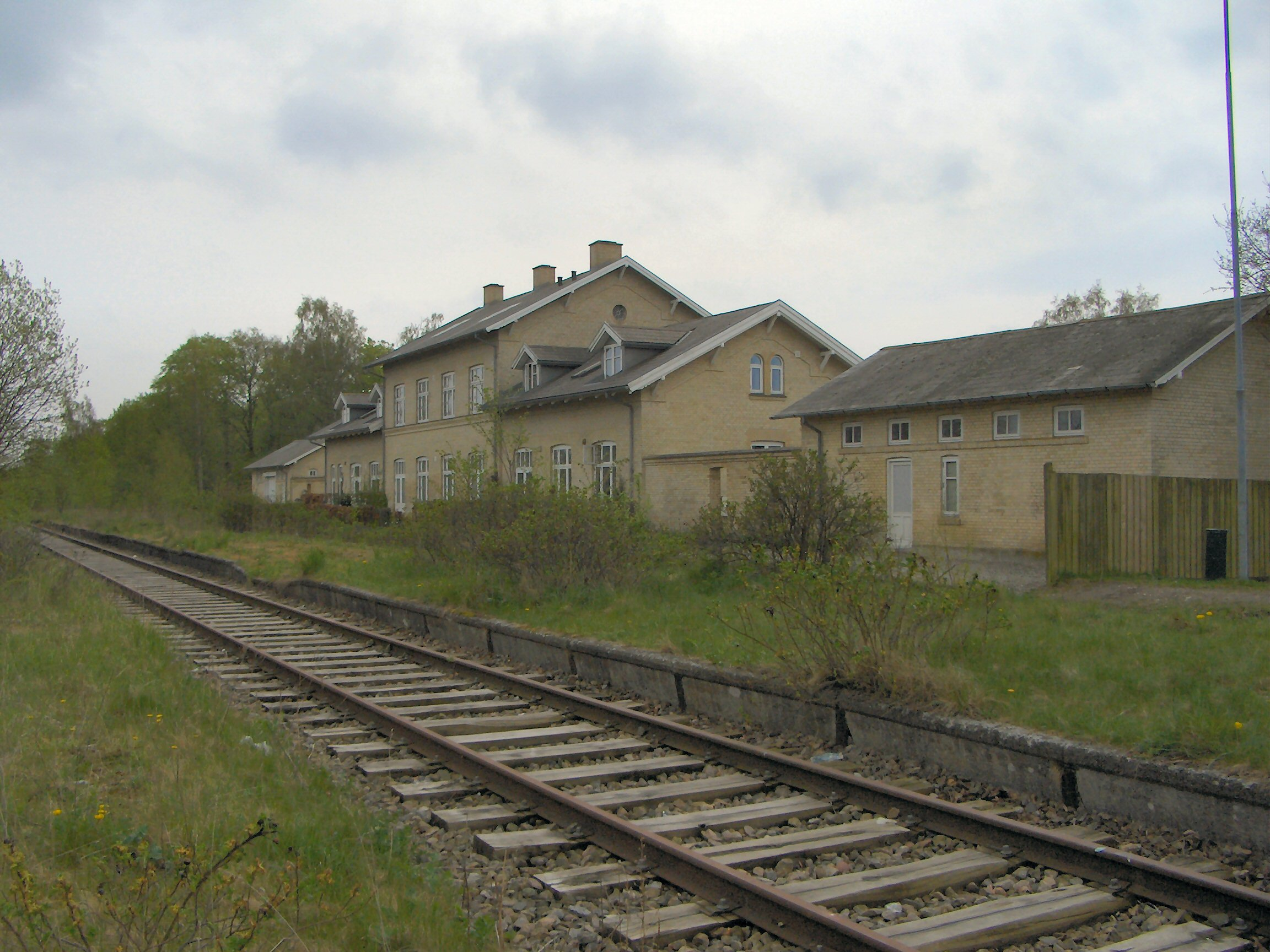
Bahnhof Dalmose (stillgelegt)

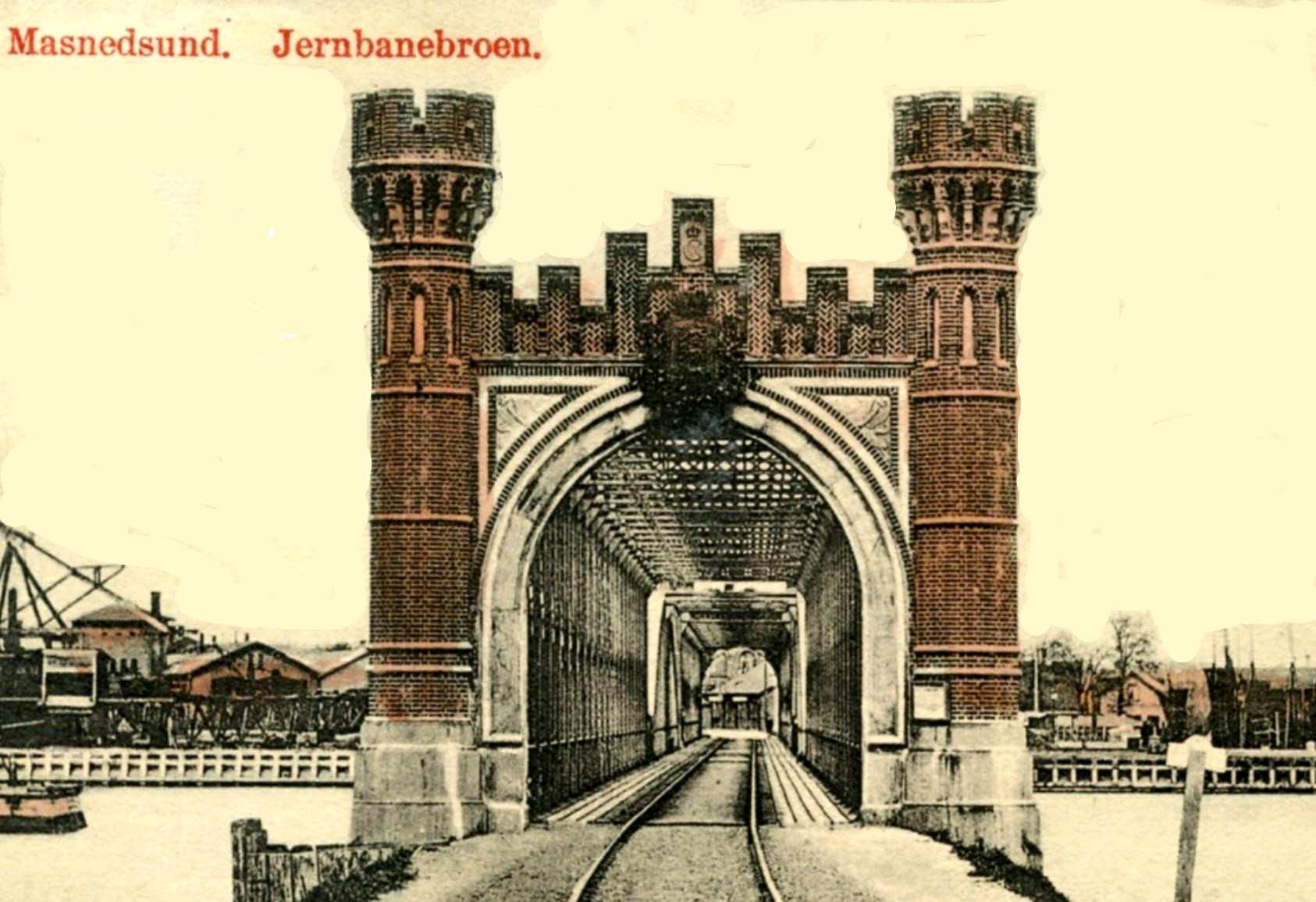
Masnedsundbro mit Portalen von N.P.C. Holsøe

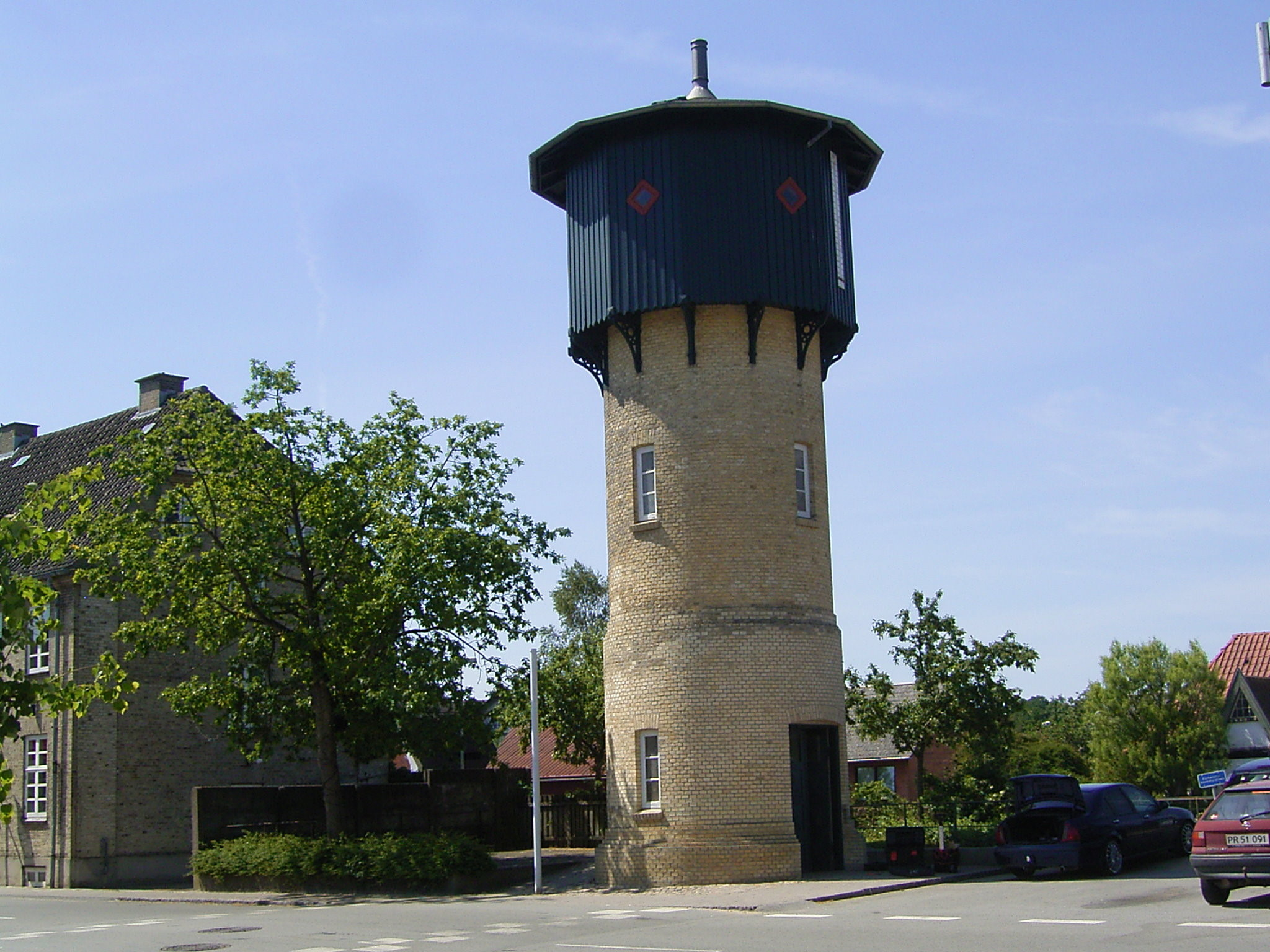
Wasserturm am Bahnhof Skørping

| Erbaut  | Adresse                      | Art                                                            | Denkmalschutz seit |
| ------- | ---------------------------- | -------------------------------------------------------------- | ------------------ |
| 1860–61 | Ndr. Strandvej 2, Helsingør  | Marienlyst Badehotel                                           |                    |
| 1861    | Helsingør                    | Villa für den Brauer Carl Wiibroe, abgerissen 1986             |                    |
| 1861    | Stengade 82, Helsingør       | Brauerei Wiibroe, abgerissen 1986                              |                    |
| 1879–80 | Stengade 82, Helsingør       | Brau und Malzhaus Wiibroe Brauerei                             |                    |
| 1881    | Strandgade nr 92, Helsingør  | Bahnhofshotel                                                  |                    |
| 1883    | Havnen, Helsingør            | Hafen- und Lotsenverwaltung                                    |                    |
| 1875–76 | Kirkeve 4, Ugerløse          | Kirche                                                         |                    |
| 1878–79 | Klostergade 59, Århus        | Klosterhospital, Umbau des mittelalterlichen Gebäudes          | 1918               |
| 1864    | Trøjborgvej 58–66, Århus     | Villa Aldersro                                                 |                    |
| 1860    | Boserupvej 2, Roskilde       | Kurhaus am St. Hans Hospital                                   |                    |
| 1890    | Vedbæk Strandvej 460, Vedbæk | Villa Teglstrup für den Direktor der Nationalbank Rasmus Strøm |                    |

| Erbaut    | Stadt                                               | Art | Denkmalschutz seit |
| --------- | --------------------------------------------------- | --- | ------------------ |
| 1863      | Bjerringbro                                         | Bahnhof an der Langå-Struer-Bahn                                                                                    |                    |
| 1864      | Skive                                               | Bahnhof an der Langå-Struer-Bahn, abgerissen 1888                                                                   |                    |
| 1865      | Odense                                              | Bahnhof mit Posthaus, abgerissen 1914                                                                               |                    |
| 1865      | Nyborg                                              | Bahnhof, abgerissen                                                                                                 |                    |
| 1865      | Aarup                                               | Bahnhof mit Posthaus, abgerissen                                                                                    |                    |
| 1866      | Holstebro                                           | Bahnhof, abgerissen                                                                                                 |                    |
| 1866      | Lunderskov                                          | Bahnhof | 1992               |
| 1866      | Strib                                               | Bahnhof, jetzt umgebaut und in Privatbesitz                                                                         |                    |
| 1866      | Vojens                                              | Bahnhöfe auf der Bahnstrecke Vojens–Haderslev                                                                       |                    |
| 1867      | Aabenraa                                            | Bahnhof |                    |
| 1868      | Horsens                                             | Bahnhof, abgerissen 1929                                                                                            |                    |
| 1869–70   | Fredericia                                          | Bahnhof, jetzt Post Danmark                                                                                         |                    |
| 1867      | Aalborg                                             | Bahnhof, abgerissen 1902                                                                                            |                    |
| 1869      | Brønderslev Vrå Hjørring Sindal Tolne Frederikshavn | Bahnhöfe auf der Bahnstrecke Frederikshavn–Aalborg Bahnhof, abgerissen 1979, und Posthaus                           |                    |
| 1871      | Silkeborg                                           | Bahnhof |                    |
| 1871      | Ry                                                  | Bahnhof, umgebaut 1901 von Heinrich Wenck                                                                           | 1992               |
| 1874      | Varde                                               | Bahnhof | 1992               |
| 1874      | Bramminge                                           | Bahnhof |                    |
| 1874      | Skjern                                              | Wasserturm am Bahnhof                                                                                               | 1992               |
| 1874–75   | Ribe                                                | Bahnhof und Speicher                                                                                                | 1992               |
| 1875      | Ringkøbing                                          | Bahnhof | 1992               |
| 1876      | Svendborg                                           | Bahnhof, später erweitert von Heinrich Wenck                                                                        |                    |
| 1876–77   | Århus Grenå                                         | Bahnhöfe an Østjyske Jernbane Østbanetorvet, jetzt Shop Bahnhof                                                     |                    |
| 1877      | Kvissel                                             | Bahnhof |                    |
| 1877      | Engesvang Bording Ikast Hammerum Herning            | Bahnhöfe an der Bahnstrecke Silkeborg–Herning abgerissen                                                            |                    |
| 1878 1898 | Skørping                                            | Umbau des Bahnhofs                                                                                                  | 1992               |
| 1880–83   | Højrup Korinth Espe                                 | Bahnhöfe an der Nyborg–Ringe–Faaborg Banen                                                                          |                    |
| 1882      | Faaborg                                             | Bahnhof mit Posthaus                                                                                                |                    |
| 1882      | Thisted                                             | Bahnhof mit Posthaus                                                                                                |                    |
| 1882      | Bogense                                             | Bahnhöfe an der Nordfyenske Jernbane                                                                                |                    |
| 1883      | Masnedø                                             | Portale für die Masnedsundbroen, abgerissen                                                                         |                    |
| 1883–84   | Assens                                              | Bahnhof mit Posthaus                                                                                                | 1992               |
| 1889      | Viborg                                              | Bahnhof und Lokschuppen                                                                                             | 1992               |
| 1889–91   | Helsingør                                           | Bahnhof, mit Heinrich Wenck                                                                                         | 1990               |
| 1890      | Helsingør                                           | Wasserturm am Bahnhof, Søndre Strandvej 23                                                                          |                    |
| 1890      | Helsingør                                           | Eilgutspeicher | 1990               |
| 1890–91   | Helsingør                                           | Posthaus | 1992               |
| 1891      | Lyngby                                              | Bahnhof, gemeinsam mit Heinrich Wenck, abgerissen 1956                                                              |                    |
| 1891      | Korsør                                              | Lilleø Wasserturm                                                                                                   |                    |
| 1891–92   | Slagelse                                            | Bahnhof | 1992               |
| 1891–92   | Dalmose Sandved Skælskør                            | Bahnhöfe an der Slagelse-Næstved Bahn und der Bahnstrecke Dalmose–Skælskør gemeinsam mit Heinrich Wenck mit Postamt |                    |
| 1898      | Skørping                                            | Wasserturm am Bahnhof Skørping nach Holsøes Zeichnungen                                                             | 1992               |